# Rygge
Rygge er en tidligere kommune i det  tidligere Østfold, nu Viken fylke i Norge. Den blev ved kommunalreformen i Norge blev lagt sammen med Moss kommune. Den tidligere kommune grænsede i vest til Oslofjorden, i nord til Moss, i nord-øst til Våler, og i øst og syd til Råde. Højeste punkt er Vardeåsen, som kun er 88 moh.
Tidligere hed bygden Ryggiof, og dette navn var i brug op til slutningen af middelalderen. Flere forskellige skrivemåder har været brugt, blandt andet: Ryggiof, Rydiof, Ryghia, Røyghe, Ryggaa, Rygge.
I Rygge kommune ligger Moss Lufthavn og herregården Værne Kloster (eller Verne kloster, i middelalderen Varna kloster) Det var tidligere en kongsgård og Norges eneste johanniterkloster. 
En del af Kurefjorden naturreservat ligger i kommunen.

## Byer i den tidligere Rygge kommune
- Ekholt
- Halmstad
- Larkollen
- Øreåsen